# Rhodesiella longistyli
Rhodesiella longistyli är en tvåvingeart som beskrevs av Cherian 2002. Rhodesiella longistyli ingår i släktet Rhodesiella och familjen fritflugor. Inga underarter finns listade i Catalogue of Life.